# Irlbachia pratensis
Irlbachia pratensis là một loài thực vật có hoa trong họ Long đởm. Loài này được (Kunth) L.Cobb & Maas mô tả khoa học đầu tiên năm 1983.